# MIUI
MIUI (/ˌmiː.juː.ˈaɪ/ mee-YOO-eye) va ser un sistema operatiu mòbil desenvolupat i mantingut pel fabricant Xiaomi exclusivament per als seus telèfons intel·ligents i dispositius de comunicació relacionats. MIUI es basa en la versió d'Android Open Source Project (AOSP) d'Android i serveix com a base per a altres sistemes operatius creats per Xiaomi: MIUI per a POCO, MIUI Pad, MIUI Watch, i MIUI TV (PatchWall).
Hi ha diferents versions per a cada model de telèfon Xiaomi i cada versió té variants regionals depenent d'on es ven el telèfon, com ara Xina, Europa, Indonèsia, Índia, Japó, Pakistan, Rússia, Taiwan i Turquia. Xiaomi també ha llançat alguns dispositius amb Android One de Google en lloc de MIUI. Els dispositius Xiaomi solen rebre tres actualitzacions de la versió d'Android, però reben actualitzacions de MIUI durant quatre anys (menys per als models de pressupost).
La primera ROM MIUI, llançada el 2010, estava basada en Android 2.2.x Froyo i va ser desenvolupada inicialment a la Xina per Xiaomi en el seu primer any de funcionament. Xiaomi va afegir una sèrie d'aplicacions al marc bàsic, incloses les aplicacions Notes, Còpia de seguretat, Música i Galeria.
Una organització anomenada Xiaomi Europe, que utilitzava el domini xiaomi.eu i treballava oficialment amb Xiaomi tot i no estar afiliada a l'empresa xinesa, es va crear l'any 2010 com a comunitat per a usuaris de Xiaomi en anglès amb telèfons amb MIUI associat a un versió d'Android. El lloc web emet les seves pròpies versions estables i setmanals de ROM Xiaomi MIUI basades en l'estable i en les versions beta setmanals de la ROM xinesa. La instal·lació de la ROM xiaomi.eu, però, anul·la la garantia dels telèfons Xiaomi; segons el líder de xiaomi.eu, s'ha de flashejar la ROM oficial i bloquejar el carregador d'arrencada abans de tornar un dispositiu per a la reparació en garantia.
Xiaomi està en procés de substituir MIUI pel seu nou sistema operatiu basat en Android anomenat HyperOS, que ha debutat amb la sèrie Xiaomi 14.

## Serveis de Google Play
Google ha tingut desacords amb el govern xinès i actualment el Gran Tallafoc bloqueja l'accés a tots els serveis de Google. Des que Xiaomi ha ampliat les seves operacions fora de la Xina; Les versions de MIUI per a dispositius Android fora de la Xina continental tenen els serveis de Google Play i les aplicacions de Google com ara Gmail, GMaps, YouTube i Google Play preinstal·lats i funcionen com a qualsevol altre dispositiu Android. Les versions globals de MIUI estan certificades per Google, igual que tots els dispositius MIUI, que s'envien amb els serveis de Google Play des de MIUI 12.5.

## Android
Tot i que MIUI està construït a la plataforma Android, la interfície d'usuari predeterminada de les seves iteracions anteriors s'assemblava a iOS a causa de l'absència de la safata d'aplicacions, amb una graella d'icones distribuïdes als panells d'inici. Altres similituds d'iOS inclouen que les icones de l'aplicació tenen una forma uniforme, el marcador i la interfície de trucada, l'organització de l'aplicació Configuració i l'aspecte visual dels commutadors a la interfície d'usuari. Això va impulsar alguns observadors a citar com els dispositius que s'executen amb MIUI podrien atreure els usuaris d'iOS que volen canviar a la plataforma Android. El 2018, MIUI estava canviant cada cop més cap a una estètica de disseny més semblant a l'estètica d'Android. Per exemple, diversos elements de les versions de MIUI 10 s'assemblen a les funcions d'Android Pie, com ara el menú multitasca i els controls de gestos. Aquest canvi es va veure per primera vegada a MIUI 9 (ver. 8.5.11) que es va enviar amb Xiaomi Mi MIX 2S.
Una altra diferència amb Android és el suport de MIUI per a temes i tipus de lletra personalitzats. Els usuaris poden descarregar paquets de temes i tipus de lletra, que poden canviar la interfície d'usuari del dispositiu quan s'instal·len des de Mi Themes Store. També permet als usuaris més avançats modificar el firmware codificat en dur dels telèfons.